# París-Tours 1964
La París-Tours 1964 fue la 58.ª edición de la clásica París-Tours. Se disputó el 11 de octubre de 1964 y el vencedor final fue el belga Guido Reybrouck del equipo Flandria-Romeo, que se impuso al sprint. 

## Clasificación general[1]
|    | Ciclista           | Equipo                          | Tiempo     |
| -- | ------------------ | ------------------------------- | ---------- |
| 1  | Guido Reybrouck    | Flandria-Romeo                  | 6h 48' 03" |
| 2  | Rik Van Looy       | Solo-Superia                    | m.t.       |
| 3  | Gustaaf De Smet    | Wiel's-Groene Leeuw             | m.t.       |
| 4  | Benoni Beheyt      | Wiel's-Groene Leeuw             | m.t.       |
| 5  | Frans Melckenbeeck | Mercier-Hutchinson-BP           | m.t.       |
| 6  | Jo De Roo          | Saint Raphael-Gitane-Campagnolo | m.t.       |
| 7  | René Van Meenen    | Wiel's-Groene Leeuw             | m.t.       |
| 8  | Jan Janssen        | Pelforth-Sauvage-Lejeune        | m.t.       |
| 9  | Willy Bocklant     | Flandria-Romeo                  | m.t.       |
| 10 | Carmine Preziosi   | Pelforth-Sauvage-Lejeune        | m.t.       |